# پادشاهی چشمه ناامید
پادشاهی چشمه ناامید (به انگلیسی: Hopeless Fountain Kingdom) دومین آلبوم استودیویی از هنرمند و ترانه‌سرا آمریکایی هالزی است. این آلبوم در ۲ ژوئن ۲۰۱۷ منتشر شد.